# Толоківка
Толоківка (до 2024 року — Полови́нкине) — село в Україні, у Старобільській міській громаді Старобільського району Луганської області. Населення становить 2913 осіб. Колишній орган місцевого самоврядування — Половинкинська сільська рада. Найближча залізнична станція — Старобільськ, за 6 км. Площа населеного пункту — 934 га. День села — 15 листопада. Сільську раду утворено 1943 року.

## Географія
Південною частиною села тече Балка Середня і впадає у річку Айдар.

## Історія заснування
Село засноване у XVII столітті кріпаками, які тікали з Правобережної України. За участь у повстанні Кіндрата Булавіна населений пункт 1708 року був спалений царськими військами. Повторне заселення території відбулося в 30-ті роки XVIII століття військовими Острогозького слобідського полку, селянами та переселенцями з Воронезької губернії.

##### Назва
Назва села походить від слова «половина». Паралельна назва «Толоковка» походить від слова «толока» (розмішування глини та соломи для обмазування хати).
19 вересня 2024 року Верховна Рада підтримала перейменування села Половинкине на Толоківка, повернувши історичну назву. 26 вересня 2024 року перейменування набуло чинності.

## Населення
- Станом на 1864 р. — 1367 мешканців та 217 дворів;
- Станом на 1897 р. — 9500 тис. осіб;
- Станом на 2001 р. — 2913 осіб;
- Станом на 2011 р. — 2872 особи, кількість дворів — 1054;

### Мова
Розподіл населення за рідною мовою за даними перепису 2001 року:
| Мова            | Кількість | Відсоток |
| --------------- | --------- | -------- |
| українська      | 2644      | 90.77%   |
| російська       | 264       | 9.06%    |
| білоруська      | 1         | 0.03%    |
| інші/не вказали | 4         | 0.14%    |
| Усього          | 2913      | 100%     |

## Історія
У роки Другої світової війни проти німецьких військ (1939—1945) боролися 472 мешканці села, із них 208 — загинули на фронтах війни. Нагороджені орденами та медалями 403 учасники бойових дій. Колгоспниця с. Байдівки О. Д. Ромашко внесла у фонд оборони 30 тис. крб. Зброю, придбану на ці гроші, вона особисто вручила у 1944 році воїнам взводу, яким командував в роки війни її чоловік І. Ромашко.
На честь загиблих воїнів-односельців у центрі села збудовано пам'ятник. На 25-ту річницю Перемоги у Другій світовій війні в центрі села відкрито пам'ятник Герою Радянського Союзу В. І. Биковському, який загинув смертю хоробрих у повітряному бою під час захисту села. В його честь названо одну з центральних вулиць в селі.
У селі знаходилася центральна садиба колгоспу ім. Мічуріна, за яким було закріплено 4,7 тис. га земельних угідь, у тому числі 3,9 тис. га — орної землі. Господарство спеціалізувалося на виробництві м'ясо-молочної продукції, вирощуванні овочів, соняшнику та зернових культур. На території села в 1972 році було закінчено будівництво міжколгоспно-радгоспного комбікормового заводу продуктивністю 50 т різних комбікормів на зміну.
За самовіддану працю 32 передовики колгоспу нагороджені орденами і медалями СРСР, у тому числі орденом Леніна удостоєні: доярка Л. М. Григоренко, ланковий С. А. Сергієнко, голова колгоспу Т. І. Якуба;
Орденом Жовтневої Революції нагороджені: ланковий А. Ф. Макаренко, тваринник А. С. Коряк, тракторист І. П.  Половінко, телятник А. І. Шейко.
Житель села Т. Д. Янголь був делегатом IV Всеросійського з'їзду Рад від Старобєльського повіту.
Село постраждало внаслідок геноциду українського народу, вчиненого урядом СРСР у 1932—1933 роках, кількість встановлених жертв — 222 людей. З березня 2022 року село окуповане російськими терористами.

## Летовище

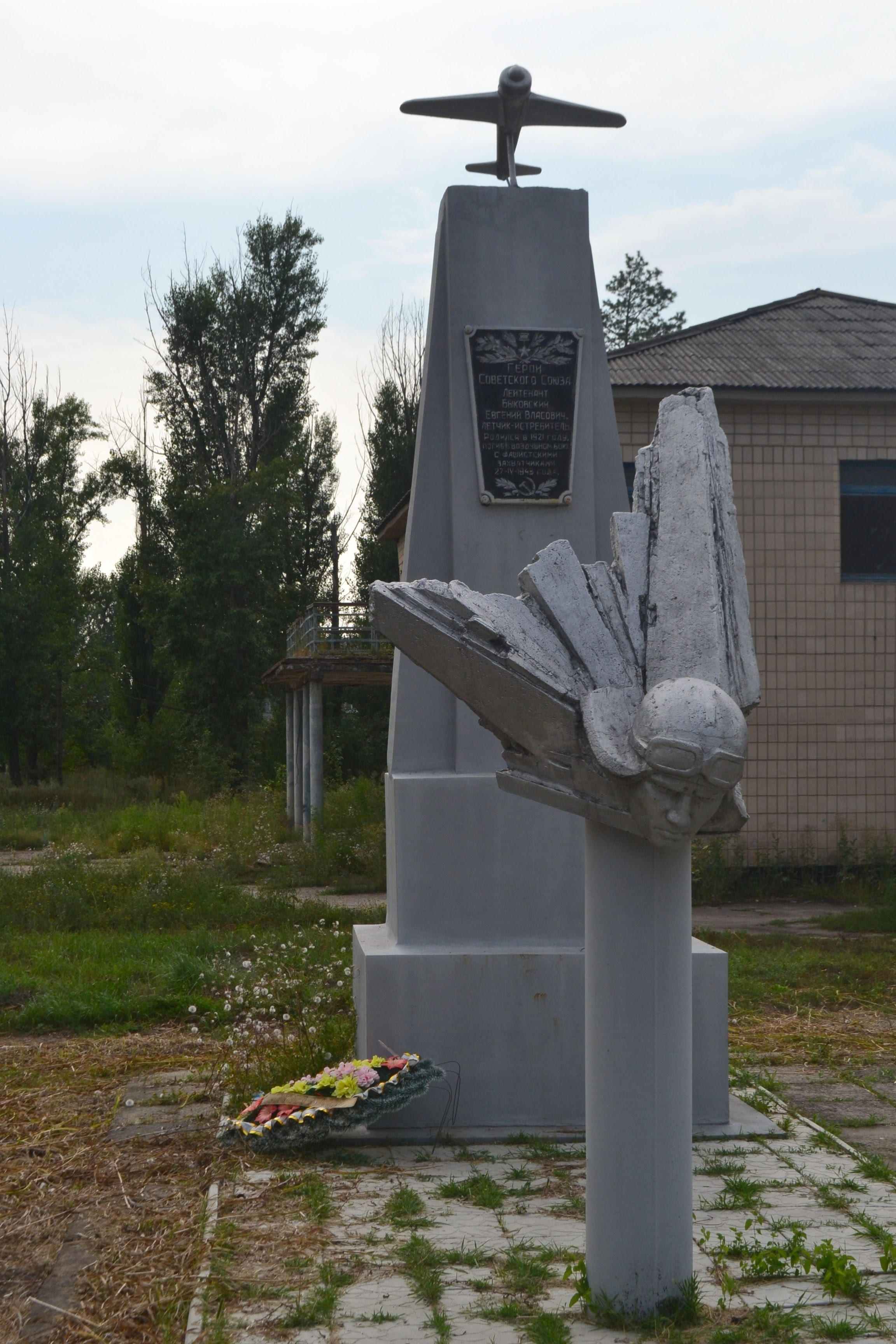
Меморіал

У 30-х — 50-х роках біля села функціонувало велике військове летовище, який під час Другої світової війни використовували як радянські, так і німецькі ВПС.
Про ескадрилью винищувачів, що базувалася на цьому аеродромі у 1943 році, український кінорежисер Леонід Биков зняв популярний фільм «У бій ідуть лише старі».

## Освіта, культура, медицина, спорт, релігія
У 70-х роках минулого століття в середній школі працювало 34 учителі та навчалося 467 учнів. Працював будинок культури із залом на 450 місць, бібліотека з книжковим фондом на 12 тис. примірників. За рішенням Ради Міністрів УРСР Половинкино забудовувалося як експериментально-показове село. Працювали амбулаторія, комбінат побутового обслуговування, торгівельний центр, ресторан, готель, дошкільний заклад, відділення зв'язку, ощадна каса, шість магазинів. Загальна житлова площа становила 6 тис. кв. м.
У селі працюють дитячий дошкільний заклад «Малятко», де є чотири вікові групи та виховується 110 дітей; загальноосвітня школа I—III ступенів, де є комп'ютерний клас із мережею Інтернет, спортзал і спортивний майданчик; стадіон, в сільській амбулаторії нещодавно за допомоги фонду  МОМ в України та субвенції Половинкинської сільської ради був проведений капітальний ремонт, в ній працюють кабінети лікаря-стоматолога, педіатра, лабораторія, кабінет психологічного розвантаження, є дитячий куточок; аптека, клуб, бібліотека, музей, дві перукарні, два сільгосппідприємства — СТОВ «Сільгоспхімія» та ПП «Юран» загальною площею 2693 га, шість ФГ, маслоцех, цех з обробки граніту.
В історико-меморіальному музеї села Половинкине Старобільського району відкрилася виставка 2019 р., присвячена творчому та життєвому шляху лідера руху шістдесятників поету Івану Світличному, тут відвідувачі можуть ознайомитися з листами сестри Світличного Надії, яка мешкала у США. В них вона звертається до своїх земляків і висловлює сподівання на створення музею Світличного у батьківській хаті.

### Проєкт Половинкинської сільської ради «Я в своєму селі».[5]
Внаслідок подій на Сході України з'явилися великі потоки людей, які були змушені залишити місця свого постійного проживання і переселитися до інших територій України. Їх визначають, як внутрішньо переміщені особи (ВПО). Станом на 01.10.2017 р. за даними Половинкинської сільської ради в населеному пункті налічувалося 286 вимушено переміщених осіб. Більшість із них не збиралися повертатися до своїх домівок. Для соціальної адаптації та інтеграції ВПО в громаду, згуртування ВПО та членів приймаючої громади села Половинкине ініціативна група ГО «Спілка сільських добродіїв» стала учасником в Проєкті Міжнародної організації з міграції (МОМ) Агентство ООН з питань міграції «Сприяння відбудові та сталому розв'язанню проблем ВПО та постраждалого від конфлікту населення в Україні» з проєктом «Я в своєму селі».
Основною метою проєкту було надання можливості ВПО та місцевим мешканцям познайомитись, налагодити діалог та віднайти взаємопорозуміння, шляхом участі у різних спільних заходах, що будуть спрямовані на згуртування громади села Половинкине.
Проєкт фінансувався за рахунок донорської підтримки МОМ, деякі заходи в рамках проєкту фінансувалися за підтримки сільської ради, місцевих підприємців та фермерів. Закупка товарів по бюджету проєкту становила 96000 грн.
Заходи орієнтовані на різні вікові та соціальні потреби населення громади села Половинкине, що дало змогу залучити 80 % мешканців села до участі. Проєкт реалізовано у таких напрямках:
1. Проведено заходи спрямовані на інтеграцію, адаптацію та згуртування ВПО та членів приймаючої громади: «День вулиці», тематично літературно-музичні та дозвільні вечори (чайні вечори), гурток «Вмілі рученята».
2. Організовано діяльність центру дозвілля на базі сільського Будинку культури села Половинкине з метою урізноманітнення культурного і творчого дозвілля, що створило сталі умови для безпечного та комфортного комуніціювання, покращило взаємовідносини у сім'ях та між поколіннями: «вечір народної пісні», виставока- фотоконкурс «Історія села в обличчях», Відеопрезентація «Моя громада — моя опора», Family fast — для родини, Зимовий ярмарок "Калейдоскоп талантів, дитяча кімната «Baby room».
3. Проведено спортивно-оздоровчі заходи, що сприяло формуванню навичок ведення здорового способу життя та створило умови для активної участі в житті громади: змагання з настільного тенісу та дружній футбольний матч з представниками сусідньої громади.

### Бібліотека
Сільська бібліотека в селі Толоківка знаходиться в приміщенні сільського Будинку культури по вул. Центральна з 1967 р., вже 51 рік (з дня його введення в експлуатацію). В післявоєнні роки (50- ті роки минулого сторіччя) бібліотека знаходилась в іншому приміщенні, розташованому по вул. Миру (зараз там будівля, так званого, «скляного магазину»), там був сільський клуб та кімната де видавали книги, тобто — бібліотека.
2016-го року Половинкинська бібліотека взяла участь у регіональному проєкті «Сільська бібліотека — формуємо власний імідж». Він передбачав опрацювання стратегії створення на базі 10 сільських бібліотек Старобільського району моделі сучасної бібліотеки через інноваційні підходи у плануванні, адвокаційну практику та активізацію комунікацій з представниками влади і місцевими активістами. Це дозволило бібліотекарці Ніні Остапченко набути досвіду та стати членом ініціативної групи ГО «Спілка сільських добродіїв» села Половинкине. Сама група приєдналася до Програми Міжнародної організації з міграції (МОМ) та Агентства ООН з питань міграції «Сприяння відбудові та сталому розв'язанню проблем ВПО та постраждалого від конфлікту населення в Україні» зі своїм проєктом «Я в своєму селі». Завдяки проєкту організовано центр дозвілля на базі сільського Будинку культури села Толоківка, у якому розташована й сільська бібліотека. У бібліотечному холі створено сучасний ігровий простір для дітей «Baby room».
Бібліотека села Толоківка обслуговує жителів села Толоківка, гостей, учнів місцевої школи, яка має статус опорної та навчає дітей з навколишніх сіл: Титарівка, Байдівка. Живе в селі близько 2800 жителів. Бібліотечний фонд становить 8000 примірників.
- 29.10.2019 У Половинкиному оновили музей

### Школа
Історія Половинкинської ЗОШ І — ІІІ ступенів бере свій початок із церковноприходської школи, що була відкрита в селі Половинкине приблизно в 1880 році. Це була перша початкова школа — дві попівські хатини, укриті соломою з маленькими віконечками, по дві кімнати в кожній. Тут отримували знання учні 1-4 класів у дві зміни. Навчання проводилося російською мовою, за непослух дітей били, ставили на коліна, залишали без обіду. Викладали в ній диякон Коньков, Маньков та вчитель Любарська.
У 1913 році під керівництвом підрядника Жукова була відкрита земська школа, яку назвали «червоною». У ній спочатку отримували початкову освіту, а в 1936 році був перший випуск 7-го класу. Очолював навчальний заклад Крюковський Микола Іванович.
У роки війни школа деякий час не працювала. І тому перші післявоєнні класи були переповнені, директором школи був Білоусов Олександр Андрійович. З'явилася потреба в новому приміщенні. 1968 році було збудовано сучасну школу. Навчалися за кабінетною системою з поглибленим вивченням французької мови. З 1969 року директором школи став Турянський Валентин Георгійович — ветеран праці, нагороджений медаллю «За доблесний труд» та грамотами районного, обласного та республіканського значення.
З 1980 року очолювала навчальний заклад Школа Лідія Андріївна.
У 1985 року керівником школи було призначено Семенову Раїсу Андріївну, а в 1990 році  директором стала Носаль Любов Миколаївна.
З перших днів існування школи були започатковані традиції, які й до цього часу існують. Це парад юнармійських військ та смолоскипова хода, присвячені Дню Перемоги, вечір зустрічі випускників. На літніх канікулах учні старших класів відвідували табір праці та відпочинку, де заробляли гроші для цікавих поїздок та екскурсій.

### Релігія

###### Свято-Преображенський храм
Свято-Преображенський храм, що був побудований у селі, не зберігся і про його місцезнаходження не відомо.
Храм почали будувати у 1859 р. та освятили у 1863 р. Це був кам'яний храм із двіницею і з престолом. «План и фасад были взяты за образец с Успенской кладбищенской церкви в заштатном городе Беловодск».
Церква мала землю кількістю 33 десятини (приблизно 36 га), будівлю священника та церковно-парафіяльну школу. У церкві служили: Порфирій Шокотов (з 1885 р.); Іоанн Протопопов (з 1901 р.); Симеон Сенцев (з 1903 р.); Миколай Григорович (з 1904 р.); Семен Семенович Павленко (з 1909 р.).
Старостами були: Ігнатій Іванович Григоренко (з 1882 р.); селянин Петро Толок (з 1899 р.); Феодот Сергієнко (1914 р.).
У 1915 р. прихід до храму склав 2788 осіб.
Храм розібрали у першій половині минулого століття.
У 1990-і роки у селі організувалась община віруючихю Вона облаштувала церкву в будівлі колишнього магазину, у центрі села, поруч з автошляхом Старобільськ-Луганськ.
Були наміри реконструювати будівлю: збільшити висоту, переробити опалення та інше. Був також представлений варіант реконструкції, але через нестачу коштів реконструкція так і не розпочалася. Але з часом таки з'явилася можливість побудови храму з новими стінами. Настоятелем храму у 2005 році був протоієрей Стефан Денхович.
День пам'яті — 19 серпня (новий стиль).

###### Храм Святителя Миколая
Храм не зберігся і його попереднє місцезнаходження у селі не відомо.
Храм побудували дерев'яний та освятили у 1746 р. в ім'я Святителя Миколая. З часом храм занепав та замість нього побудували новий, Свято-Преображенський храм.

## Новітня історія
2 листопада 2014-го під час виконання бойового завдання загинув майор Юрій Кругліков боєць батальйону «Воля», який дислокувався у с. Половинкине, Старобільського району.
- У селі Половинкине 5.05.2019 після урочистого відкриття пам'ятного знаку загиблим учасникам батальйону «Айдар» невідомі вночі намагались зламати цей знак.
- 08.04.2020 розбили нещодавно відновлену стелу «Айдару»

## Видатні особи
- Іван Світличний

20 вересня 1929 року в Половинкиному народився мовознавець, літературний критик, поет, діяч українського | руху опору 1960-1970-х років Світличний Іван Олексійович. У 1962 році він закінчив факультет української літератури та мови Харківського університету і працював у словниковому відділі Інституту мовознавства АН УРСР. Темою його кандидатської дисертації була теорія художнього образу. За критику русофільської лінії інституту, виступи проти арештів і незаконних судів над діячами української культури та за поширення самвидавної літератури Світличного було звільнено з роботи і влітку 1965 року заарештовано. Після восьми місяців ув'язнення Світличний вийшов на волю, але не міг працювати за фахом, і в січні 1972 року був заарештований удруге, а в березні 1973-го засуджений «за антирадянську агітацію і пропаганду» до 12 років позбавлення волі (7 років концтаборів суворого режиму і 5 років заслання). Помер 25 жовтня 1992 року, похований у м. Києві на Байковому цвинтарі. За збірник «Серце для куль і для рим»(1994) отримав лауреата Державної премії імені Т. Шевченка.
Літературно-критичні статті І. О. Світличного присвячені головним чином творчості літературного покоління 60-х років і критиці слабостей офіційної соцреалістичної літератури («Боги і наволоч» у журналі «Вітчизна», ч. 12 за 1961 р.). Іван Світличний писав також  полемічно-критичні статті на мовознавчі теми: «Гармонія і альгебра» (у журналі «Дніпро», ч. 3 за 1965 р.) Найвищим  перекладацьким здобутком Світличного-перекладача є його Беранже (майже вся збірка «Пісні»). Із французької І. О. Світличний перекладав також Бодлера, Ронсара, Лафонтена, Леконта, де Ліля, Верлена, Елюара, Сюперв'єля. Його переклади встигли вийти у 1970 році в серії «Перлини світової лірики» видавництва «Дніпро».
- Надія Світлична

Рідна сестра Надія народилася 8 листопада 1936 року. Вона також була учасником руху шістдесятників, літературознавцем, мемуаристом, журналістом; членом Української Гельсінської групи, членом Закордонного представництва Української Гельсінської групи, редактором-укладачем «Вісника репресій в Україні» (США), лауреат премії імені Василя Стуса, Державної премії імені Тараса Шевченка, нагороджена орденом княгині Ольги. Померла Надія Світлична 8 серпня 2006 року.

## Світлини

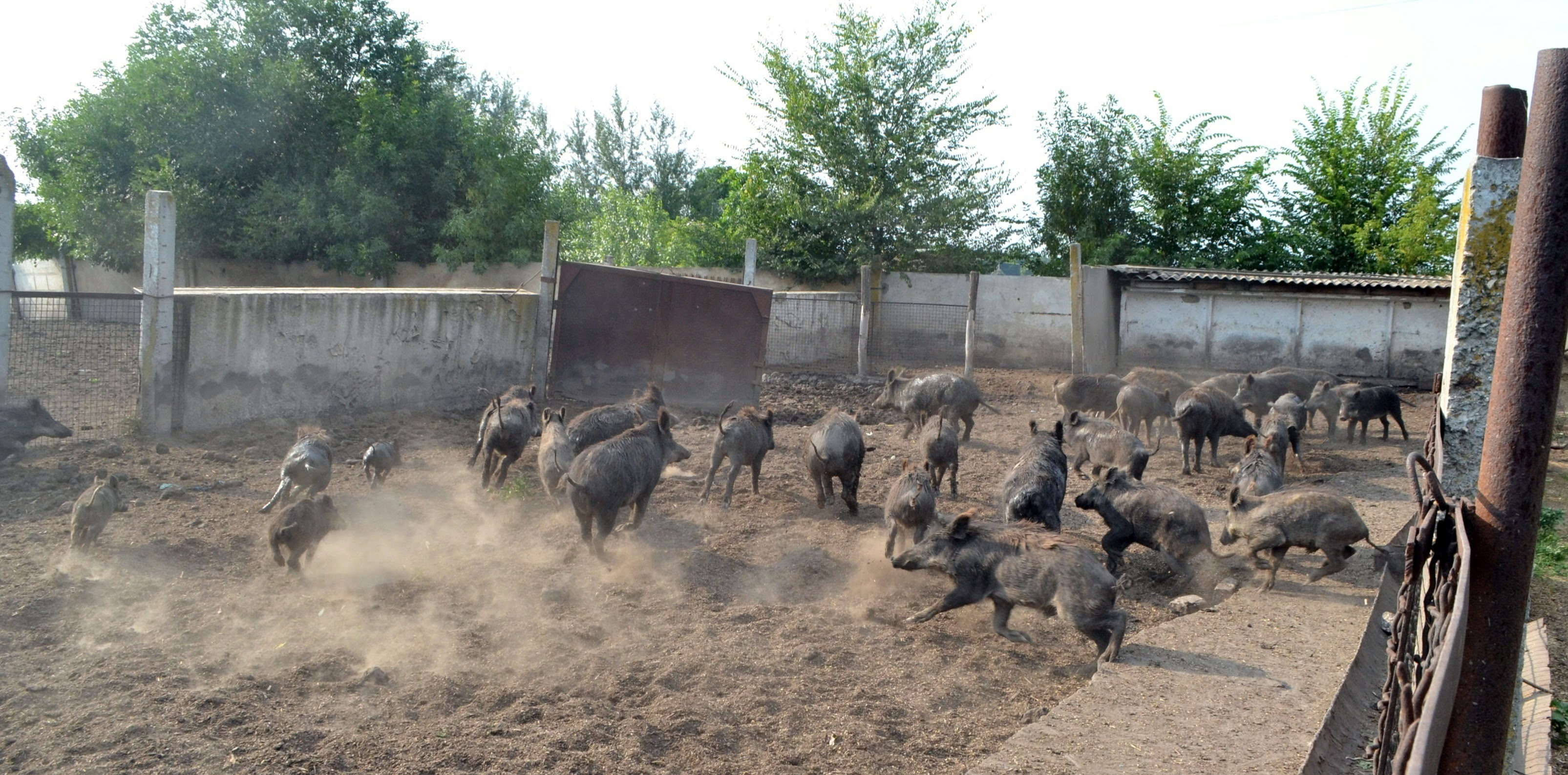
Приватний зоопарк
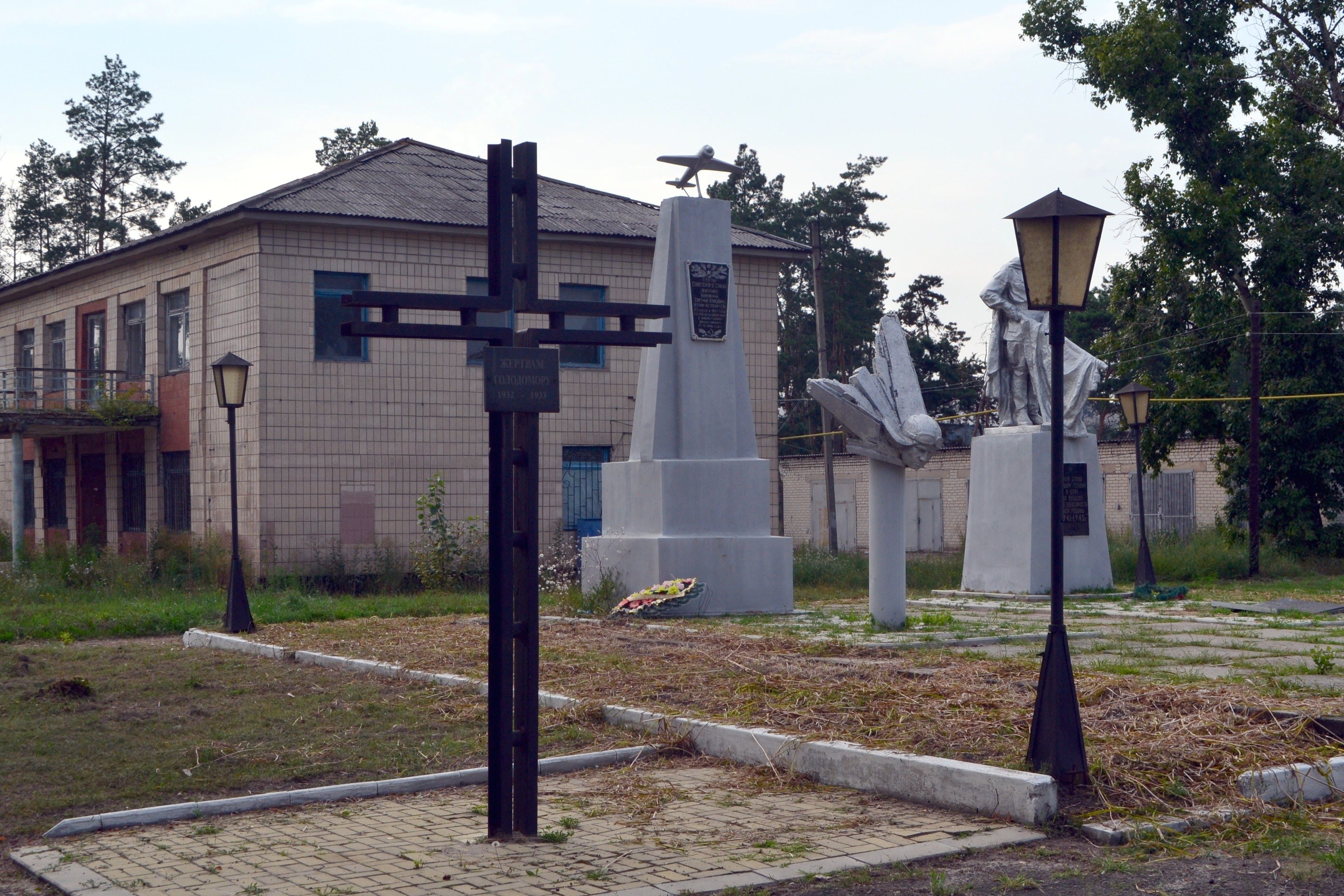
меморіал "Співучий ескадріл'ї"

## Також
- Перелік населених пунктів, що постраждали від Голодомору 1932-1933, Луганська область